# روكسانا
روكسانا أو رخسانه (بالأفستائية: Raoxshna، فارسية: روشنک، توفيت حوالى عام 310 ق، م) هي أميرة فارسية، ابنة أحد زعماء باكتريا.
أسرت من قبل الإسكندر الكبير وتزوجها عام 327 ق، م.